# Harpokrates

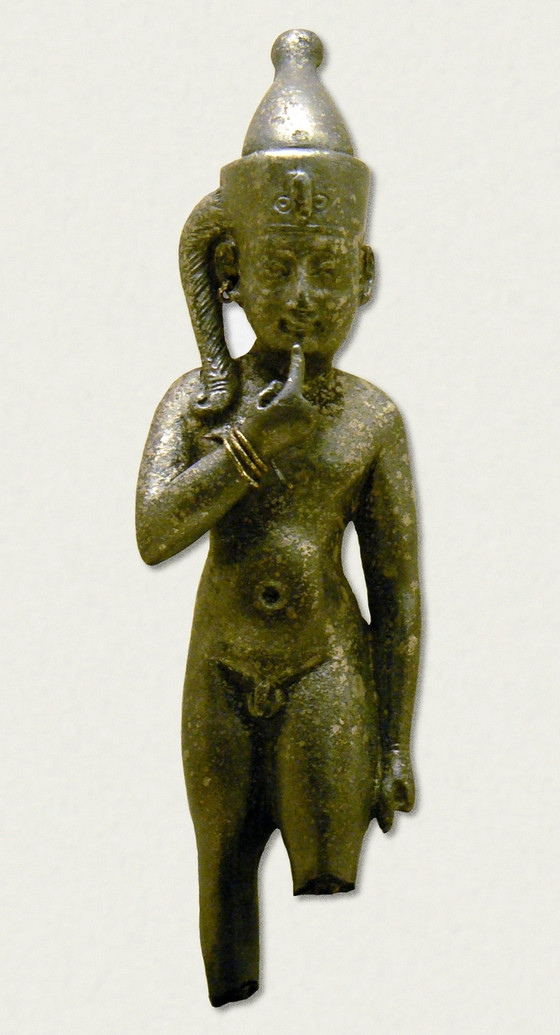
Harpokrates, ptolemaisk brons

Harpokrates är en gud som övertogs av grekerna från Egypten där Harpokrates var barnvarianten av guden Horus. Harpokrates popularitet ökade, i hellenistisk tid vittnar en rad terrakottabilder och bronser om Harpokrates betydelse som folklig gudom. Harpokrates är guden för tysthet och förtrolighet.
Harpokrates (Horus) är son till Osiris och Isis och betraktades i Egypten som personifikationen av den uppgående solen och fruktsamheten. Den återgavs ofta som naken pojke med fingret vid munnen. På vissa avbildningar sitter Harpokrates på en lotusblomma och på andra ställen visas han med en orm eller en solskiva.
Barnguden Harpokrates var högt ärad bland egyptierna och om man tillbad honom, så skulle man få många barn och stora skördar. De tidiga egyptiska avbildningarna visar ett barn som suger på fingrarna. Grekerna som missförstod symboliken, tolkade det som ett tecken för ”håll tyst!” och övertog Harpokrates som en gud för hemlighet och diskretion. Den grekisk-romerska epoken i Egypten sträcker sig från 200-talet f. Kr. och in på 300-talet e. Kr. 
Länsmuseet Västernorrland har en oljelampa, föreställande en pojke på ryggen av en sfinx. Pojken håller fingrarna mot munnen och föreställer Harpokrates. Lampan kan dateras till 100-talet e. Kr. och är ungefär 2 000 år gammal. En likadan lampa finns i grekisk-romerska museet i Alexandria i Egypten.
Samma gud i mellanstadiet mellan barn (Harpokrates) och vuxen (Horus) betecknades även som Harsiesis.